# Gelasma albitaenia
Gelasma albitaenia är en fjärilsart som beskrevs av Louis Beethoven Prout 1913. Gelasma albitaenia ingår i släktet Gelasma och familjen mätare. Inga underarter finns listade i Catalogue of Life.